# Distrito de Haveri
Haveri (en canarés; హవేరి ) es un distrito de India, en el estado de Karnataka .
Comprende una superficie de 4 823 km².
El centro administrativo es la ciudad de Haveri.

## Demografía
Según censo 2011 contaba con una población total de 1 598 506 habitantes.